# DWF
Design Web Format (DWF) — открытый формат файлов, разработанный компанией Autodesk для обмена проектными данными, их просмотра, печати и рецензирования.
Данные в DWF-файлах сжимаются, поэтому обмен проектными данными осуществляется гораздо быстрее. Сжатие сокращает издержки, связанные с пересылкой рисунков, созданных в САПР (а также с управлением внешними ссылками и зависимостями). DWF позволяет отобрать определенные проектные данные для просмотра заинтересованными лицами и выполнить публикацию многолистовых наборов рисунков из нескольких DWG-файлов в один DWF-файл.
DWF-файлы не заменяют САПР-форматы файлов (DWG или IPT): редактирование и обновление проектных данных по-прежнему выполняется в файлах САПР.
Для просмотра и печати DWF-файлов, выполнения измерений, нанесения пометок и выполнения измерений применяется программа Autodesk Design Review.
Формат DWF позволяет просматривать проекты на компьютерах, где не установлены пакеты САПР (AutoCAD, 3ds Max и пр.). Файлы DWF заблокированы от изменений, возможны только пометки.
Создание файлов DWF в AutoCAD возможно как через процедуру печати виртуальным плоттером DWF6 eplot, так другими инструментами экспорта.
В 2009 году вышла новая версия формата — DWFx на основе формата XPS которые возможно просматривать альтернативными программами типа Microsoft XPS Viewer.